# Born from Pain
Pour les articles homonymes, voir BFP.
Born from Pain (stylisé Born From Pain, aussi abrégé BFP) est un groupe néerlandais de punk hardcore, originaire de Heerlen, Limbourg. Formé en 1997, Born from Pain a joué dans toute l'Europe, aux États-Unis et au Japon. Ils ont partagé la scène avec des groupes bien connus comme Hatebreed, Madball, Zero Mentality, Six Feet Under, Soulfly, et Agnostic Front.

## Biographie

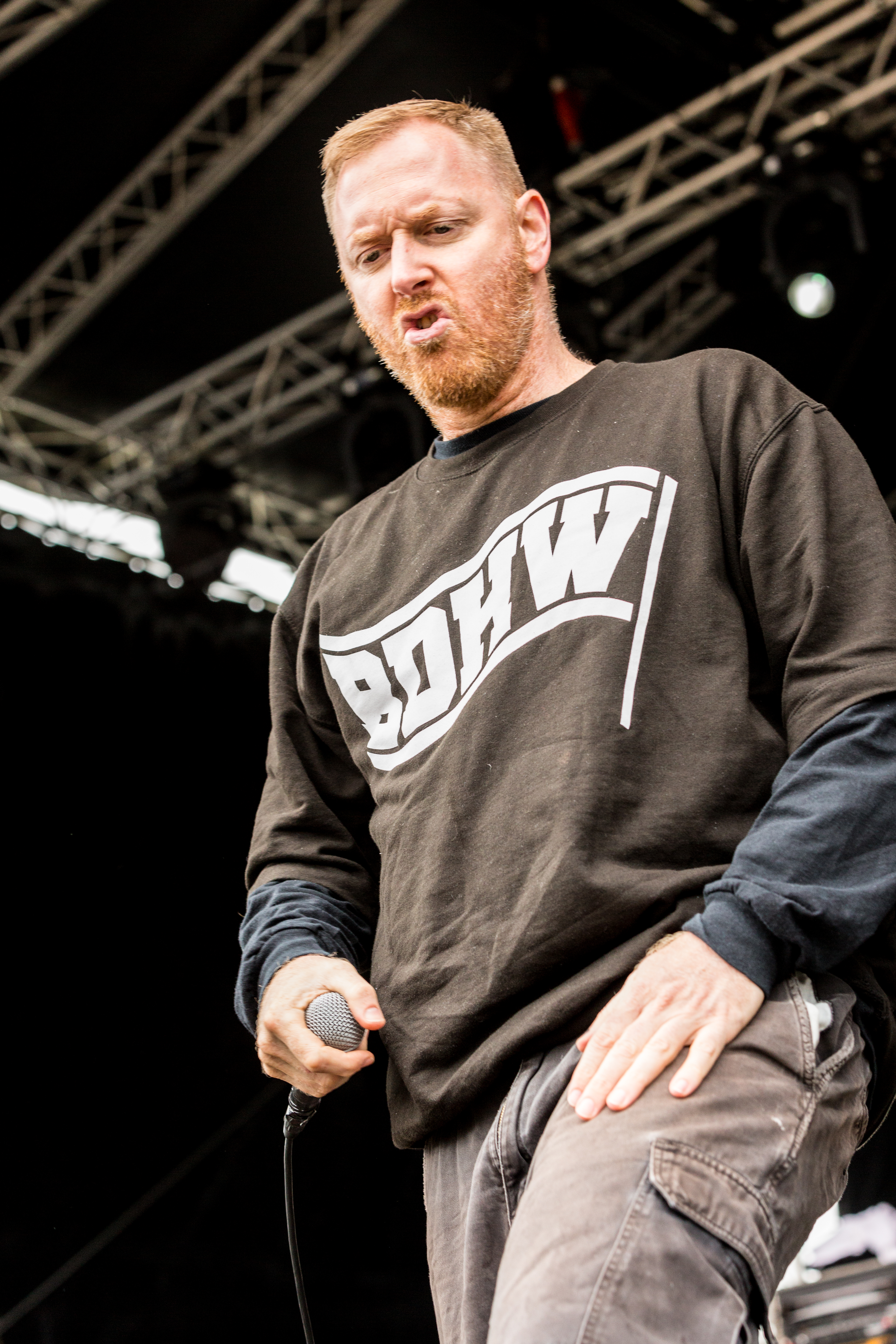
Rob Franssen, avec Born from Pain en 2017.

Born from Pain est formé en 1997 à Heerlen, Limbourg. À leurs débuts, ils recrutent le bassiste Rob et le chanteur Ché Snelting. Vers 1999, ils enregistrent et publient une démo deux titres en vinyle. En 2001 sort le single Immortality. En 2002, ils publient leur premier album, Reclaiming the Crown. Ils entament une tournée avec Hatebreed et publient l'année suivante, en 2003, leur deuxième album, Sands of Time. Ils tourneront avec Terror et Madball. Puis, ils tournent aux États-Unis et au Japon.
En novembre 2004, le groupe signe au label Metal Blade Records. En 2004 et début 2005, le groupe enregistre un nouvel album aux Antfarm Studios, au Danemark, avec le producteur Tue Madsen (The Haunted). Ils publient leur troisième album, In Love With the End, en avril 2005. Ils tourneront en tête d'affiche accompagnés de Six Feet Under, Soulfly, Agnostic Front et Napalm Death. En février 2006, Metal Blade et le groupe annonce leur séparation du guitariste Stefan van Neerven, d'un commun accord. En été 2006, ils jouent aux festivals Wacken Open Air, au Earthshaker et au With Full Force.
En août 2006, ils commencent l'enregistrement d'un quatrième album, toujours avec Tue Madsen, initialement sous le titre de Suicide Nations. Les nouvelles chansons incluent Relentless, Stop at Nothing, Eyes of the World, et Behind Enemy Lines. En mars 2007, après dix ans de service au sein du groupe, Ché Snelting part officiellement. Il est remplacé par Carl Schwartz pour la tournée européenne du groupe avec First Blood. Lui-même sera remplacé par Scott Vogel de Terror. Le groupe trouve plus tard un chanteur à plein temps, Kevin Otto, du groupe de deathcore allemand End of Days. Mais Kevin lutte avec sa voix, et est donc remplacé par le bassiste Rob Fransen. Andries Beckers de The Setup le remplace à la basse. Entre le 4 et 14 décembre 2008, le groupe effectue la tournée Persistence Tour 2008 avec Sick of It All, Heaven Shall Burn, et Terror. Le 31 octobre 2008 sort l'album Survival.
Le 9 février 2010, le groupe annonce, après le départ de Roy Moonen, l'arrivée d'Igor Wouters à la batterie. En août 2012, le groupe annonce le retour de Servé Olieslagers.
Le 28 novembre 2014 sort l'album Dance with the Devil. En janvier 2017, Born from Pain, est annoncé, aux côtés de Higher Power et Terror, pour quelques dates européennes en avril.

## Membres

### Membres actuels
- Rob Franssen – chant (depuis 2008)
- Dominik Stammen – guitare (depuis 2001)
- Servé Olieslagers - guitare rythmique (depuis 2012)
- Max van Winkelhof (depuis 2012)
- Tommy Gawellek - basse (depuis 2014)

### Anciens membres
- Ché Snelting – chant
- Servé Olieslagers - guitare
- Stefan van Neerven – guitare
- Marijn Moritz - guitare
- Wouter Alers – batterie
- Kevin Otto – chant
- Karl Fieldhouse – guitare
- Andries Beckers - basse
- Igor Wouters – batterie (2010-2012)

## Discographie

### Albums studio
- 2002 : Reclaiming the Crown
- 2003 : Sands of Time
- 2005 : In Love With the End
- 2006 : War
- 2008 : Survival
- 2014 : Dance with the Devil
- 2019 : True Love

### EP
- 1999 : Immortality